# Alcalá de Ebro
Alcalá de Ebro es un municipio y localidad española de la provincia de Zaragoza, en la comunidad autónoma de Aragón. El término municipal tiene una población de 243 habitantes (INE 2024).

## Geografía
El municipio tiene un área de 9,90 km², una población de 245 habitantes (INE 2020) y una densidad de 27.27 hab./km².

## Historia
Las primeras noticias relativas a la localidad de Alcalá de Ebro hacen referencia al castillo de origen musulmán que a orillas del Ebro formaba parte del sistema defensivo de la ciudad de Zaragoza. Tras la conquista de la ciudad de Zaragoza y sus alrededores en 1118, el castillo pasó a formar parte de los honores reales, lugares en los que se formarían los primeros señoríos de la Ribera Alta del Ebro, al ser confiados a los nobles que acompañaban al monarca. 
La propiedad sobre Alcalá correspondió a la casa de Luna y posteriormente a Pedro de Quesada, empezando a vincularse por sucesivas relaciones matrimoniales con la casa de los duques de Villahermosa, instalada en la Villa de Pedrola, hasta la abolición de los señoríos en 1833.

## Alcalá y El Quijote
La mejor difusión que ha tenido la localidad de Alcalá de Ebro en la historia de la literatura española, ha sido su identificación con la famosa Ínsula Barataria, por un tiempo gobernada por Sancho Panza, el conocido escudero de la más famosa figura literaria española, Don Quijote. Es de todos conocida, la estancia en la villa de Pedrola de Miguel de Cervantes Saavedra, en el invierno de 1568 como paje del Cardenal Julio Aguaviva y Aragón, hospedándose en la casa del duque de Villahermosa, en aquel tiempo Martín de Aragón y Gurrea, gran amigo de letras y cultivado aragonés en su época.
El conocimiento que de las localidades cercanas, y en particular de Alcalá de Ebro, obtuvo Miguel de Cervantes durante la citada estancia en Pedrola, le sirvieron para reflejar en su obra la localidad de Alcalá de Ebro, que durante las crecidas del río Ebro casi se convertía en una isla, al identificarla con la Ínsula Barataria, y a los señores de la ínsula con los duques de Villahermosa. 
"ÍNSULA BARATARIA" de SANCHO PANZA Ruta Cervantina del "Caballero don Quijote" en Aragón. 
En un Lugar de Aragón, que debemos recordar se dieron circunstancias que obligan a conocer esta "ruta". 
A.- Creación por los "Reyes Católicos" en 1476 del título del Reino "Ducado de Villahermosa"ysu concesión al caballero, Alonso de Aragón, hijo natural de Juan II, y por lo tanto, hermano de padre de Fernando V. Ya poseía éste, el Condado de Ribagorza, era capitán general de los reinos de Castilla y Maestre de la Orden de Calatrava.
A su muerte, en 1485, le sucedió su hijo del mismo nombre el que, ante la sublevación de sus súbditos de Ribagorza, renuncia a sus títulos, a favor de su hijo Fernando. 
Muerto Fernando de Aragón, en 1592, heredó el Ducado su hermano Francisco, por no tener sucesión que años más tarde se vio obligado a ceder dicho título a su sobrina Mª Luisa, hija de Fernando, que casó con Carlos de Borja.
De este matrimonio nació Fernando de Borja y de Aragón, fallecido en 1665 y heredando sus títulos, su hijo Carlos, Virrey de Cataluña y gobernador de Flandes que, muerto en 1692, sin descendencia, y tras largo pleito de sucesión, se declaró ésta a favor de J. Claudio Bardají. 
B.- El nacimiento, en 1547, del "Príncipe de los Ingenios" en Alcalá de Henares, cuarto hijo de Rodrigo de Cervantes y Leonor de Cortina. Su azarosa, aventurera y larga vida, pues falleció en 1616, no impidió que a los 22 años destacara como poeta, al escribir, por encargo del Cardenal Diego de Espinosa, parte del "epitafio", en las exequias de Isabel de Valois, esposa de FelipeII. 
Marchó a Italia, con el Legado Pontificio Aquaviva. Se enroló en los ejércitos y allí conoció a importantes personajes de la vida política española. Quedó manco en la batalla de Lepanto y cuando regresaba a España, fue hecho prisionero por piratas Berberiscos, permaneciendo cautivo varios años. Tras su rescate, gracias a sus amistades, desempeñó cargos de Estado, que le obligaron a viajar por toda España como cobrador de contribuciones del Reino, lo que también le trajo algunos sinsabores. Al trasladarse la Corte a Valladolid, él y su familia también cambió la residencia y en esta Corte conoció a diversos títulos, pues ya su fama como literato y escritor de novelas se había extendido hasta el punto que algunos nobles, como el Conde de Lemos, que en parte fue su protector, y nada impide que, en estos periplos entablase contacto con los Duques de Villahermosa. Por esta época Cervantes ya había escrito la primera parte del Quijote.

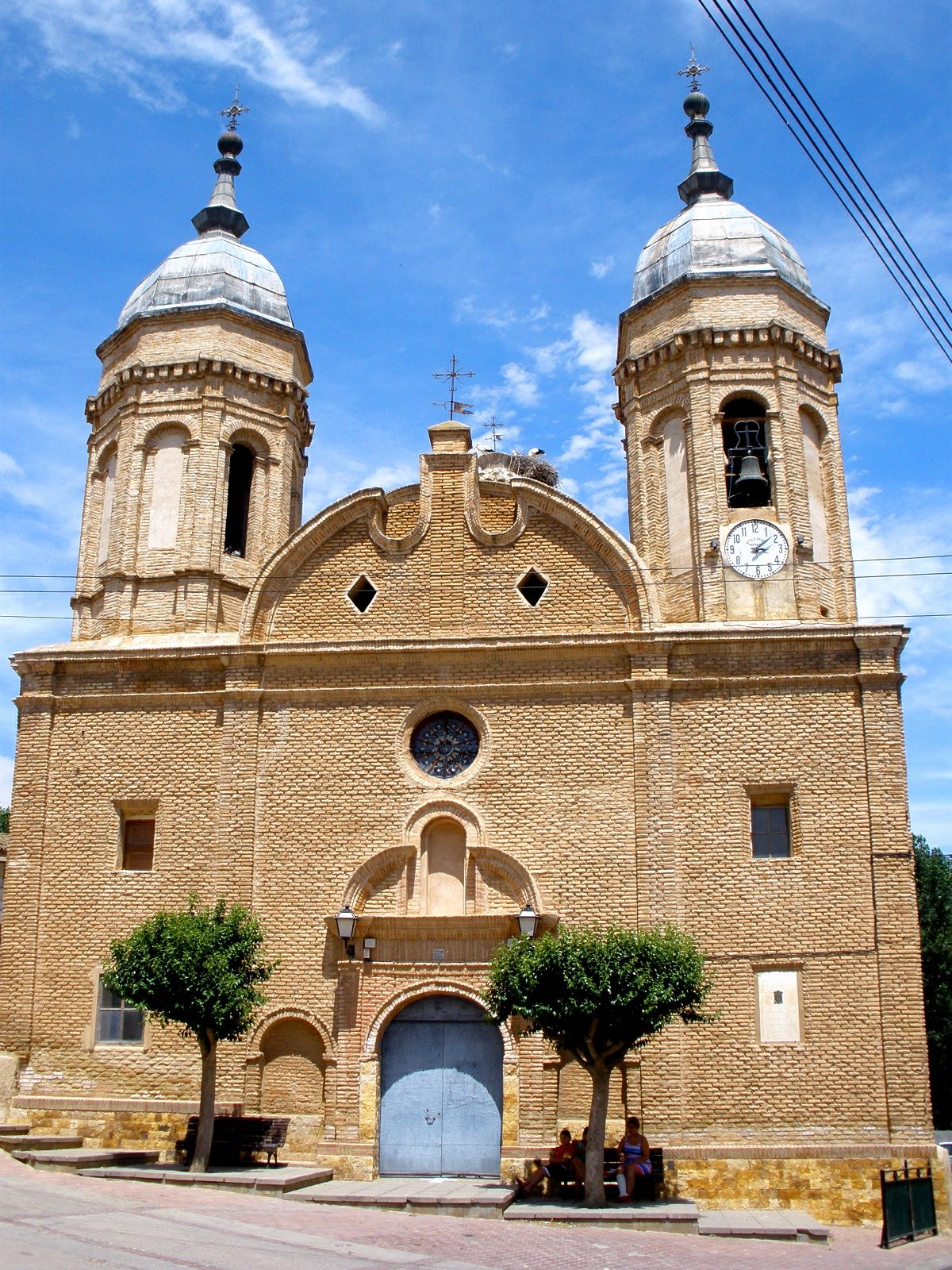
Iglesia parroquial de la Santísima Trinidad

C.- El río Ebro, que antes de llegar a Zaragoza realizaba una serie de curvas y meandros que, con las crecidas del mismo, danorigen a verdaderas "ínsulas" y con unos márgenes con frondoso arbolado, constituían, en la Edad Media, una zona boscosa de abundante caza.
En sus cercanías, Fernando de Aragón construyó, para su solaz, una Casa Palacio hacia el año 1570 y lejos del río, donde ejercería la montería con otros nobles.
Sobre una de las curvas del Ebro, los Árabes construyeron un castillo [Alcazaba] en una elevación de unos 10 m. sobre el nivel del río, que quedaba transformado en una isla en las crecidas. A su alrededor, nació un caserío y un pequeño poblado que, en 1606, en que Cervantes escribió la segunda parte del Quijote, dice en él que tenía mil fuegos. Hoy sólo quedan las ruinas y una casona que utilizaban los Duques en sus monterías y que hoy en ruinas es aún propiedad del Ducado de Villahermosa. Esta casona fue el Palacio de Sancho Panza.
Mirad amigo Sancho, respondió el duque, lo que puedo dar os doy, que es una Insula 
hecha y derecha, redonda y bien proporcionada y sobremanera fértil y abundosa, donde si vos os
sabéis dar maña, podréis con las riquezas de la tierra granjear las del cielo.
Y en el capítulo 25 de la 2.ª parte, dice Cervantes por boca de D. Quijote "Digo pues, que con 
todo su acompañamiento, llegó Sancho a un lugar de hasta 1000 vecinos, que era de los mejores que el duque tenía. Diéronle a entender que se llamaba la Insula Barataria, por lo barato con que se le había dado el gobierno".

## Demografía
Alcalá de Ebro cuenta con una población de 243 habitantes (INE 2024).
| Gráfica de evolución demográfica de Alcalá de Ebro entre 1842 y 2021                                                |
| |
| Población de derecho según los censos de población del INE Población de hecho según los censos de población del INE |

## Administración y política
| Período   | Alcalde                         | Partido     |  |
| --------- | ------------------------------- | ----------- |  |
| 1979-1983 | Miguel Nebot Iso                | UCD         |  |
| 1983-1987 | Manuel Cuenca Pola              | PAR         |  |
| 1987-1991 | Miguel Ángel Sebastián Beamonde | PAR         |  |
| 1991-1995 | Antonio Ríos Ruiz               | PSOE-Aragón |  |
| 1995-1999 | Antonio Ríos Ruiz               | PSOE-Aragón |  |
| 1999-2003 | Antonio Ríos Ruiz               | PSOE-Aragón |  |
| 2003-2007 | Antonio Ríos Ruiz               | PSOE-Aragón |  |
| 2007-2011 | José Miguel Achón Lozano        | PSOE-Aragón |  |
| 2011-2015 | José Miguel Achón Lozano        | PSOE-Aragón |  |
| 2015-2019 | José Miguel Achón Lozano        | PSOE-Aragón |  |
| 2019-2023 | José Miguel Achón Lozano        | PSOE-Aragón |  |
| 2023-2027 | José Miguel Achón Lozano        | PSOE-Aragón |  |

| Partido político    | Partido político                                   | 1979   | 1983   | 1987   | 1991   | 1995   | 1999   | 2003   | 2007   | 2011   | 2015   | 2019   | 2023   |
| Partido político    | Partido político                                   | Ediles | Ediles | Ediles | Ediles | Ediles | Ediles | Ediles | Ediles | Ediles | Ediles | Ediles | Ediles |
|                     | Unión de Centro Democrático (UCD)                  | 7      | —      | —      | —      | —      | —      | —      | —      | —      | —      | —      | —      |
|                     | Partido Aragonés (PAR)                             | —      | 7      | 4      | 3      | —      | —      | —      | 0      | 1      | 1      | —      | —      |
|                     | Partido de los Socialistas de Aragón (PSOE-Aragón) | —      | —      | 3      | 4      | 4      | 4      | 4      | 4      | 4      | 5      | 5      | 4      |
|                     | Partido Popular de Aragón (PP)                     | —      | —      | —      | —      | 3      | 3      | 3      | 3      | 2      | 1      | 2      | 1      |
|                     | Chunta Aragonesista (CHA)                          | —      | —      | —      | —      | —      | —      | —      | —      | —      | —      | —      | 0      |
| Total de concejales | Total de concejales                                | 7      | 7      | 7      | 7      | 7      | 7      | 7      | 7      | 7      | 7      | 7      | 5      |

## Patrimonio
- Casona de los duques de Villahermosa la famosa Ínsula Barataria de El Quijote.[7]